# Orden des Roten Sterns

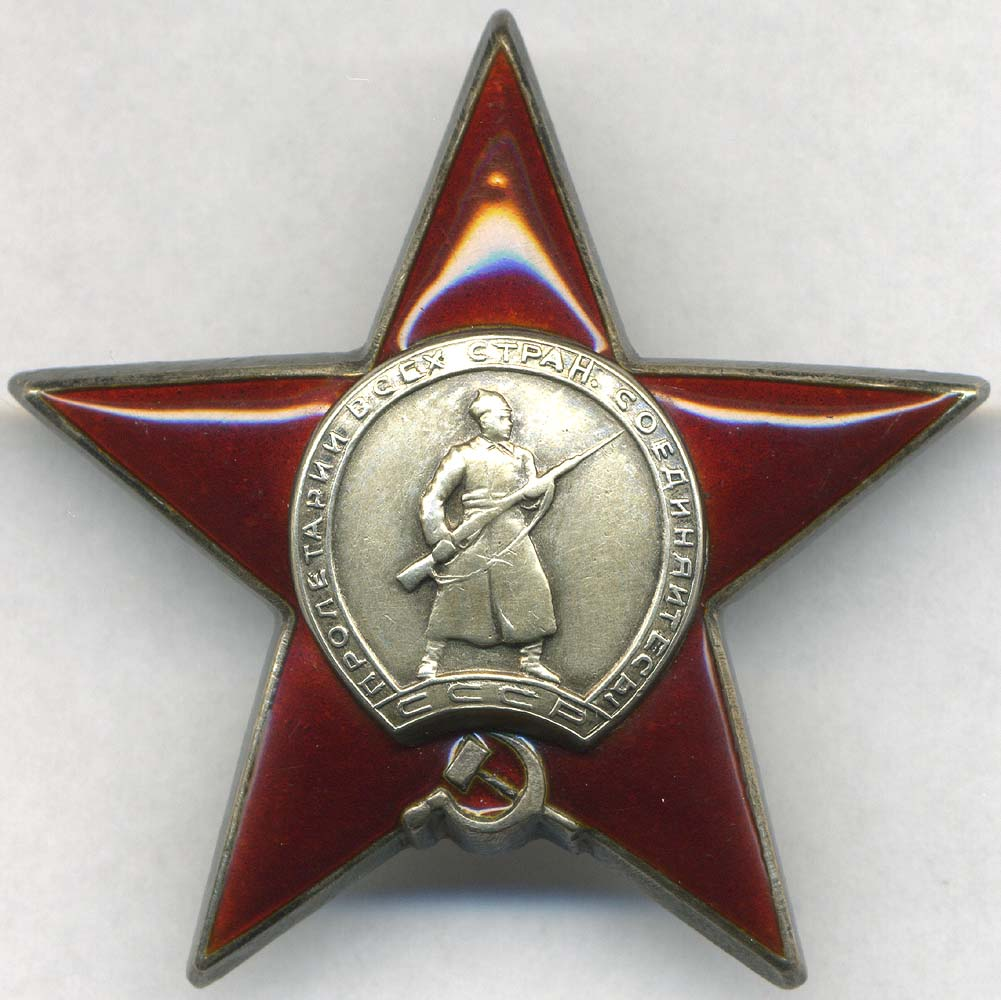
Orden des Roten Sterns

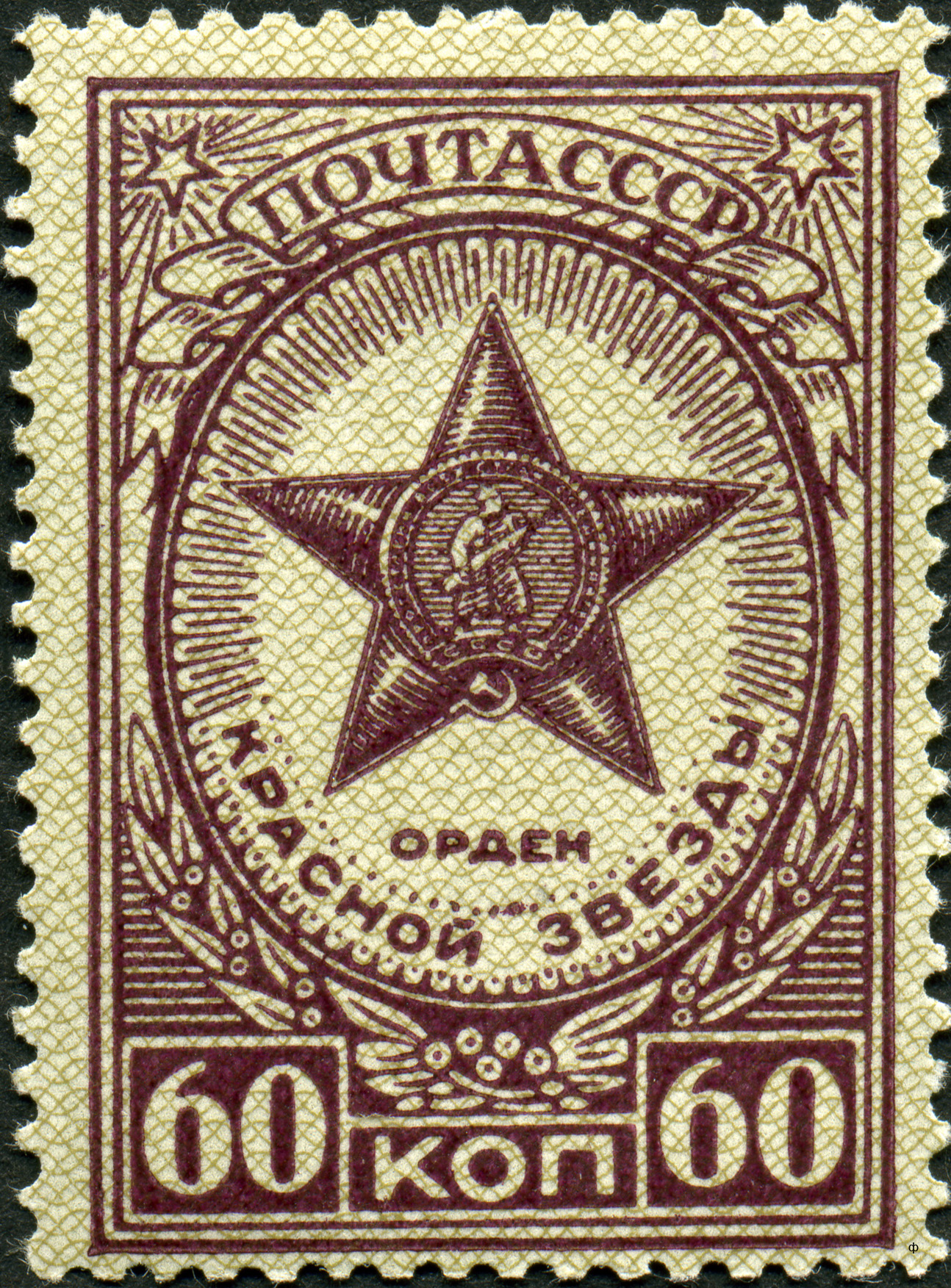
Orden des Roten Sterns als Briefmarkenmotiv

Der Orden des Roten Sterns (russisch О́рден Кра́сной Звезды́ Orden Krasnoi Swesdy) war eine sowjetische Militärauszeichnung.
Sie wurde am 6. April 1930 eingeführt und für „herausragenden Dienst im Zuge der Verteidigung der Sowjetunion in Frieden und Krieg“ an Soldaten der Roten Armee und der Sowjetmarine verliehen. Erster Empfänger war im September 1930 der General Wassili Blücher, der später als Marschall dem „Großen Terror“ zum Opfer fiel.
Der Orden des Roten Sterns war eine der häufigsten Auszeichnungen der Sowjetarmee und wurde drei Millionen Mal an zwei Millionen Soldaten verliehen. Er wurde auch als Auszeichnung für langjährige Dienste verliehen, bis er durch eine eigens hierfür vorgesehene Dienstauszeichnung, die Medaille „Für einwandfreien Dienst“, ersetzt wurde.

## Beschreibung und Trageweise

Bandschnalle

Die Auszeichnung bestand aus einem emaillierten Sowjetstern aus Silber mit einem mittig aufgelegten Relief eines Soldaten mit Gewehr. Unter dem Soldaten befand sich die Abkürzung „СССР“; um ihn herum das Motto des „Kommunistischen Manifests“ „Proletarier aller Länder vereinigt euch“ auf Russisch. Am unteren Teil des Stern befanden sich Hammer und Sichel.
Der Orden wird in Originalgröße auf der rechten Brust getragen. Die Bandschnalle war dunkelrot mit einem senkrechten silbernen Streifen in der Mitte.